# Ri Kum-chol (zapaśnik)
Ri Kum-chol (ur. 1997) – północnokoreański zapaśnik walczący w stylu wolnym. Brązowy medalista mistrzostw Azji w 2024; piąty w 2025. Mistrz Azji kadetów w 2014 roku.